# Kusu
La Isla Kusu (en inglés: Kusu Island; en chino: 龟屿岛; en malayo: Pulau Tembakul; en tamil: ஆமைத் தீவு) es una de las Islas del Sur (Southern Islands) en Singapur, que se encuentra a alrededor de 5,6 kilómetros al sur de la isla principal de Singapur, fuera de los estrechos de Singapur. El nombre significa "Isla Tortuga" o "Isla de la Tortuga" en chino, la isla es también conocida como Pulau Tembakul que significa Isla del Pico en malayo. A partir de dos afloramientos pequeños en un arrecife, la isla fue ampliada y transformada en un complejo de vacaciones en la isla de 85.000 metros cuadrados.(8,5 hectáreas)
Situado en la isla de Kusu esta el templo chino - Da Bo Gong o Tua Pek Kong (El mercader de Dios o Dios de la Prosperidad). Construido en 1923 por un acaudalado hombre de negocios, el templo alberga dos deidades principales - Da Bo Gong y Guan Yin (Diosa de la Misericordia). Según las creencias locales el primero está considerado con el poder para conferir la prosperidad, curar enfermedades, calmar el mar y evitar un peligro, mientras que Guan Yin es conocido como el "dador de hijos".

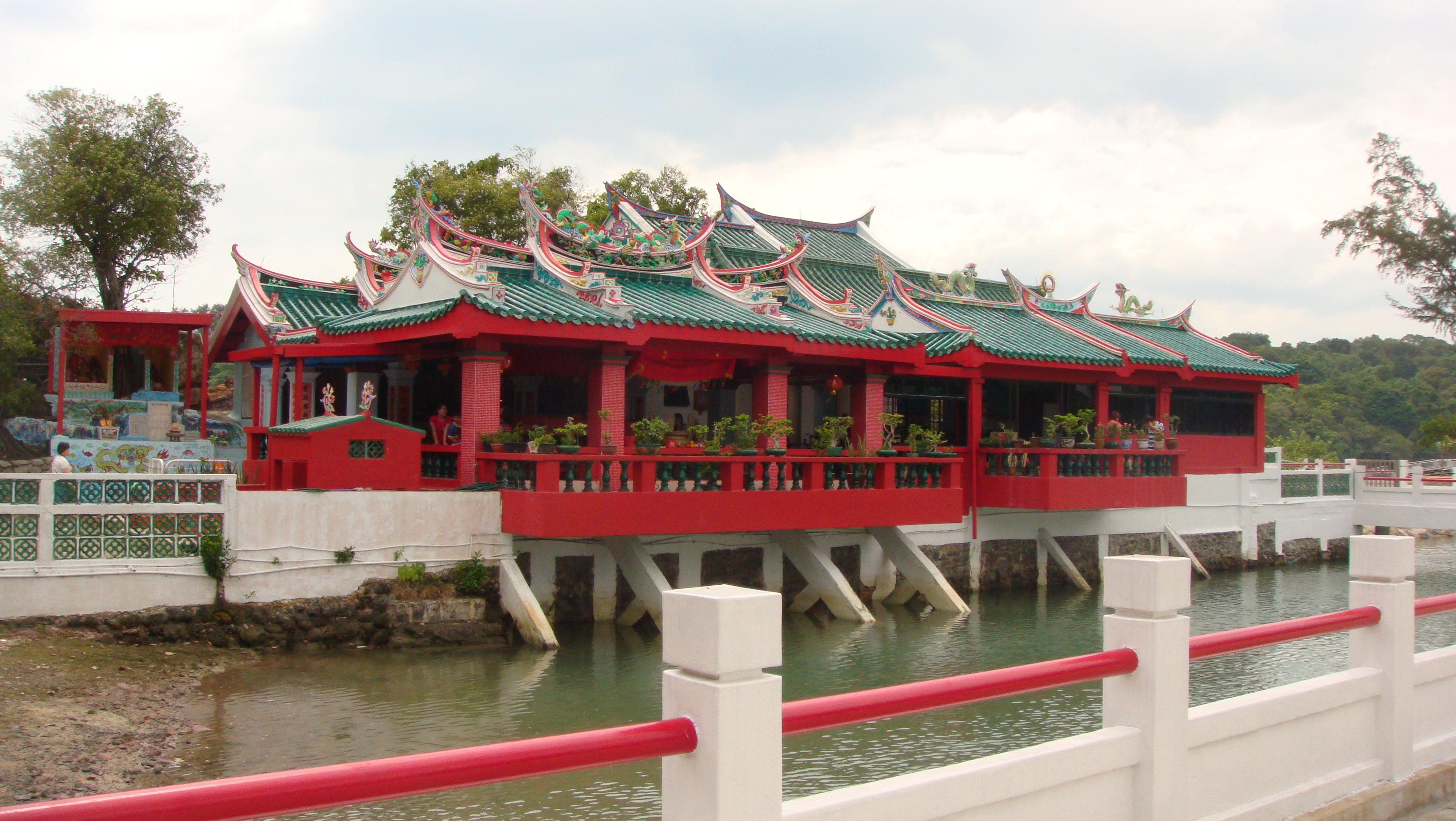
Templo Da Bogong, en la isla Kusu

En la cima de la loma escarpada de la isla de Kusu destacan los tres kramats (o lugares sagrados de los santos Malayos) para conmemorar a un hombre piadoso (Syed Abdul Rahman), su madre (Nenek Ghalib) y su hermana (Puteri Fátima), que vivieron en el siglo XIX. Muchos devotos suben los 152 escalones que conducen a la kramats a orar por la riqueza, buen matrimonio, la buena salud y la armonía. Los santuarios son también populares entre las parejas sin hijos que van a rezar por los niños. 
Es popular por sus lagunas, playas y entorno tranquilo. Las visitas se hacen a menudo en ferry desde el cercano muelle de la Marina del Sur para ver el pozo de los deseos y el Santuario de la Tortuga. Los picnics de la tarde son también muy populares. La Estancia durante la noche no está permitida en la isla. No obstante, la mayoría de los transbordadores a la isla de Kusu también van a la isla de San Juan (Sakijang Bendera), que tiene lugares para el alojamiento durante la noche.